# Gyula Hegyi
Dans le nom hongrois Hegyi Gyula, le nom de famille précède le prénom, mais cet article utilise l’ordre habituel en français Gyula Hegyi, où le prénom précède le nom.
Gyula Hegyi, né le 30 avril 1951 à Békéscsaba, est un homme politique hongrois, membre du Parti socialiste hongrois.
Il est député européen de 2004 à 2009.